# مسیر باد (فیلم)
مسیر باد فیلمی درام حماسی کتاب مقدس به نویسندگی و کارگردانی ترنس مالیک و تهیه‌کنندگی جاش جیتر است. این فیلم با بازی گزا روریگ در نقش عیسی، داستان او را بازگو می‌کند. همچنین ماتیاس اسخونارتس در نقش سنت پیتر، مارک رایلنس در نقش شیطان، توفیق برهوم در نقش یحیی تعمید دهنده، ایدن ترنر در نقش سنت اندرو، بن کینگزلی، جوزف فاینز و داگلاس بوث در این فیلم ایفای نقش می‌کنند. لیلا حاتمی نیز در نقش مریم مجدلیه در این فیلم بازی می‌کند.

## فرضیه
«مسیر باد» چندین قسمت از داستان زندگی عیسی را  از طریق چندین مَثَل‌ بازگو و شرح می‌دهد. یک داستان فرعی که توسط روهریگ فاش شده مربوط به این است که عیسی نمی‌خواهد پطرس، یکی از شاگردانش، در یک جنبش سیاسی برای مبارزه با رومی‌ها شرکت کند. جردن راپ از «فیلم استیج» گفت هیچ صحنه‌ای از عیسی در حال انجام معجزات وجود ندارد، «که رویکردی نسبتاً منطقی را ایجاد می‌کند». مارک رایلنس، که نقش شیطان را بازی می‌کند، گفت که شیطان در صحنه‌هایی که این دو حضور دارند، دیالوگ‌های بیشتری نسبت به عیسی مسیح دارد.

## بازیگران
- گزا روریگ در نقش عیسی مسیح
- ماتیاس خونارتس در نقش پطرس
- مارک رایلنس در نقش شیطان
- بن کینگزلی
- توفیق برهوم در نقش جان
- بیورن ثورس
- جوزف فاینز
- داگلاس نورث
- ایدن ترنر در نقش اندریاس
- لیلا حاتمی در نقش مریم مجدلیه
- فیلیپ آردیتی در نقش هوشع
- نبیل الوهابی در نقش سنت استفان
- کان اونیل در نقش خنوخ
- جوزف ماول در نقش سائول
- کارل رودن در نقش مامون
- مارتین مک‌کان در نقش مارسلو
- سارا سوفی بوسنینا در نقش کلودیا
- لتیسیا ایدو در نقش آنا
- علی سلیمان در نقش کلئوپاس
- شادی مرعی در نقش آشر
- سلیم بایراکتار در نقش جاناتان
- اوری فیفر به عنوان آحازیا
- سلوا راسالینگام به عنوان یربعام
- جان ریس-دیویس در نقش اوریا
- سباستیانو فیلوکامو در نقش برادر بزرگتر ولخرج
- مکرم خوری در نقش یوناس
- سارا گرین
- متیو کاسوویتس
- نومان اکار
- یواخیم سیبانو در نقش زیلوت
- فرانتس روگوفسکی
- سوفیا اسیر در نقش دینا
- آنتونیا فوتاراس در نقش میریام

## تولید
گزارش‌هایی در ژوئن ۲۰۱۹ منتشر شد مبنی بر اینکه مالیک فیلمبرداری پروژه بعدی خود، که در آن زمان با نام «آخرین سیاره» شناخته می‌شد، را در نزدیکی شهر آنتسیو، ایتالیا آغاز کرده است. تا ماه ژوئیه، طبق گزارش‌ها، فیلمبرداری در ایسلند در حال انجام بود و گفته می‌شد که کینگزلی و تورز برای فیلمبرداری انتخاب و حضور داشته‌اند. در ماه سپتامبر، رایلنس، خونارتس، روریگ، فاینز، بوث و ترنر برای بازی در این فیلم انتخاب شدند و رایلنس مستقیماً این فیلم را تأیید کرد و گفت که نقش چهار نسخه از شیطان را بازی خواهد کرد. جان ریس-دیویس نیز به جمع بازیگران اضافه شد. شخصیت ماول در ماه اکتبر اضافه شد.
کاسوویتز به ایستگاه رادیویی فرانسه (RFM) گفت که مالیک به طور متوسط پنج ساعت در روز فیلمبرداری می‌کرد که منجر به ۳۰۰۰ ساعت فیلمبرداری تا پایان فیلمبرداری شد. تدوین در سال ۲۰۱۹، بلافاصله پس از پایان فیلمبرداری آغاز شد. تا سال ۲۰۲۵، مالیک هنوز در حال تدوین فیلم است.